# Colonna sonora di De-formers
La colonna sonora di De-formers, videogioco party sviluppato da Ready at Dawn e pubblicato da GameTrust Games nel 2017, è stata realizzata dalla squadra di compositori di Ready at Dawn, che include Ksenija Sidorova (accordi), Sandy Cameron (violino), Scott Tennant (chitarra classica), Tom Strahle (chitarra, chitarra resofonica, sitar elettrico e banjo), Kristin Naigus (registrazione e fischietto), Holly Sedillos (voce), Daniel Alcheh (fischietto) e Ross Garren (armonica cromatica).

## Tracce
Testi e musiche di Austin Wintory.
1. I Was Born for Squish – 1:06
2. The Peculiar Partnership of Sue and Hamilton – 3:33
3. Bovine-Ursine Animosity – 5:14
4. Spherical Disharmony – 3:43
5. Stax Rises – 2:53
6. Furguson’s Trib Waltz – 5:43
7. A Spectacle of Orbs – 2:28
8. The Transubstantiation of Patty – 3:35
9. Gravity Crush – 8:48
10. Globular Vicissitude – 8:24

Durata totale: 45:27
La colonna sonora, che comprende musiche composte e testi scritti da Austin Wintory, è stata commentata dall'attore e doppiatore statunitense Troy Baker.